# Матјовске Војковце
Матјовске Војковце (слч. Maťovské Vojkovce) насељено је мјесто са административним статусом сеоске општине (слч. obec) у округу Михаловце, у Кошичком крају, Словачка Република.

## Становништво
| Година:    | 1994. | 2004.   | 2014.   | 2024.    |
| ---------- | ----- | ------- | ------- | -------- |
| Број људи: | 547   | 590     | 603     | 702      |
| Разлика:   |       | +7,86 % | +2,20 % | +16,41 % |

| Година:    | 2023. | 2024.   |
| ---------- | ----- | ------- |
| Број људи: | 704   | 702     |
| Разлика:   |       | -0,28 % |

Према подацима о броју становника из 2011. године насеље је имало 628 становника.